# Hakimieh
Hakimieh est un quartier au nord-est de Téhéran en Iran.